# Liste des voies de Colmar
Cet article est une liste des voies de la commune de Colmar en France : 

## 1-9
- Haut – A
- B
- C
- D
- E
- F
- G
- H
- I
- J
- K
- L
- M
- N
- O
- P
- Q
- R
- S
- T
- U
- V
- W
- X
- Y
- Z

- Rue du 152e-Régiment-d'Infanterie
- Place du 18-Novembre
- Rue du 1er-Cuirassiers
- Rue de la 1re-Armée-Française
- Place du 2-Février
- Rue du 4e-Bataillon-de-Chasseurs-à-Pied
- Rue de la 5e-Division-Blindée

## A
- Haut – A
- B
- C
- D
- E
- F
- G
- H
- I
- J
- K
- L
- M
- N
- O
- P
- Q
- R
- S
- T
- U
- V
- W
- X
- Y
- Z

- Rue de l'Abattoir
- Rue de l'Abbé-Lemire
- Rue de l'Abbé-Wetterlé
- Rue des Abeilles
- Rue de l'Acacia
- Rue Adolphe-Hirn
- Rue d'Agen
- Rue d'Albi
- Rue Alfred-de-Musset
- Rue Alfred-de-Vigny
- Allmend-Weg
- Avenue d'Alsace
- Rue d'Alspach
- Rue d'Altkirch
- Rue des Américains
- Rue d'Ammerschwihr
- Rue Ampère
- Rue d'Amsterdam
- Petite rue des Ancêtres
- Rue des Ancêtres
- Place de l'Ancienne-Douane
- Rue de l'Ancienne-Mairie
- Rue de l'Ancienne-Poste
- Rue André-Kiener
- Rue des Anémones
- Rue de l'Ange
- Rue Anne-Frank
- Rue Aristide-Briand
- Rue d'Arras
- Rue des Artisans
- Rue d'Athènes
- Au-Werb
- Rue des Aubépines
- Rue des Augustins
- Rue des Aunes

## B
- Haut – A
- B
- C
- D
- E
- F
- G
- H
- I
- J
- K
- L
- M
- N
- O
- P
- Q
- R
- S
- T
- U
- V
- W
- X
- Y
- Z

- Rue de la Bagatelle
- Rue des Bains
- Rue Baldé
- Route de Bâle
- Bangerthutten-Weg
- Rue Bartholdi
- Rue Basque
- Rue des Bateliers
- Rue des Beaux-Prés
- Rue de Beblenheim
- Rue de Belfort
- Rue des Belges
- Rue de Belgrade
- Rue de Bennwihr
- Rue de Bergheim
- Rue de Berlin
- Rue de Berne
- Rue Berthe-Molly
- Rue Bertholet
- Rue Bertrand-Monnet
- Biberacker-Weg
- Place Billing
- Rue Billing
- Rue Blaise-Pascal
- Chemin de la Bleich
- Rue de la Bleich
- Sentier de la Bleich
- Petite rue des Blés
- Rue des Blés
- Rue du Bois-Fleuri
- Rue des Bonnes-Gens
- Sentier des Bonnes-Gens
- Chemin des Bosquets
- Rue des Boulangers
- Rue du Bouleau
- Rue des Brasseries
- Rue Bruat
- Brunnle-Weg
- Rue de Bruxelles
- Rue de Budapest

## C
- Haut – A
- B
- C
- D
- E
- F
- G
- H
- I
- J
- K
- L
- M
- N
- O
- P
- Q
- R
- S
- T
- U
- V
- W
- X
- Y
- Z

- Rue Camille-Méquillet
- Rue Camille-Schlumberger
- Rue Camille-Sée
- Rue du Canal
- Rue du Canard
- Place du Capitaine-Dreyfus
- Rue du Cardinal-Mercier
- Rue des Carlovingiens
- Rue de Castelnau
- Place de la Cathédrale
- Rue de la Cavalerie
- Chemin des Cavaliers
- Rue du Cèdre
- Rue du Cerisier
- Rue César-Franck
- Impasse Ceuly
- Boulevard du Champ-de-Mars
- Rue des Champs
- Rue du Chanoine-Boxler
- Place du Chanoine-Oberlechner
- Rue du Chantier
- Rue Charles-Baudelaire
- Rue Charles-François-Gounod
- Rue Charles-Grad
- Rue Charles-Koenig
- Rue Charles-Marie-Widor
- Rue Charles-Sandherr
- Place Charles-Spindler
- Rue Charles-Zwickert
- Rue des Charpentiers
- Rue du Chasselas
- Rue du Chasseur
- Rue Chauffour
- Rue du Chêne
- Rue de la Cigogne
- Place Claude-Debussy
- Rue des Clefs
- Rue des Cloches
- Sentier de la Colombe
- Rue de la Concorde
- Chemin des Confins
- Rue du Conseil-Souverain
- Rue de Copenhague
- Rue Corberon
- Rue des Cordonniers
- Rue de la Corneille
- Rue de la Croix-Blanche
- Rue Curie

## D
- Haut – A
- B
- C
- D
- E
- F
- G
- H
- I
- J
- K
- L
- M
- N
- O
- P
- Q
- R
- S
- T
- U
- V
- W
- X
- Y
- Z

- Chemin du Dachsbuhl
- Rue du Dagsbourg
- Rue des Dahlias
- Rue Daniel-Blumenthal
- Rue David-Ortlieb
- Rue Denis-Papin
- Place Desportes
- Rue de la Digue
- Rue Docteur-Albert-Schweitzer
- Rue Docteur-Émile-Macker
- Rue Docteur-Joseph-Duhamel
- Rue Docteur-Paul-Betz
- Place des Dominicains
- Chemin du Dornig
- Dreifinger-Weg
- Dreistein-Weg
- Rue de Dublin

## E
- Haut – A
- B
- C
- D
- E
- F
- G
- H
- I
- J
- K
- L
- M
- N
- O
- P
- Q
- R
- S
- T
- U
- V
- W
- X
- Y
- Z

- Rue de l'Eau
- Place de l'École
- Rue des Écoles
- Rue Edighoffen
- Rue Edmond-Marin-la-Meslée
- Rue Édouard-Bénès
- Rue Édouard-Branly
- Rue Édouard-Richard
- Rue de l'Église
- Rue d'Eguisheim
- Rue d'Eisenstadt
- Rue Émile-Schwoerer
- Rue de l'Enceinte
- Rue de l'Érable
- Rue Erckmann-Chatrian
- Rue de l'Espérance
- Rue de l'Est
- Rue Étroite
- Allée Ettore-Bugatti
- Avenue de l'Europe

## F
- Haut – A
- B
- C
- D
- E
- F
- G
- H
- I
- J
- K
- L
- M
- N
- O
- P
- Q
- R
- S
- T
- U
- V
- W
- X
- Y
- Z

- Rue de Fallimont
- Chemin de la Fecht
- Rue de la Fecht
- Rue des Fileurs
- Rue Fischart
- Rue Fleischhauer
- Rue des Fleurs
- Rue du Florimont
- Avenue Foch
- Avenue de la Foire-aux-Vins
- Rue de la Forge
- Rue des Fosses
- Rue de la Foulonnerie
- Rue Franklin-Roosevelt
- Rue Frédéric-Chopin
- Rue Frédéric-Hartmann
- Rue Frédéric-Kuhlmann
- Rue du Frêne
- Rue des Frères-Lumière
- Avenue de Fribourg

## G
- Haut – A
- B
- C
- D
- E
- F
- G
- H
- I
- J
- K
- L
- M
- N
- O
- P
- Q
- R
- S
- T
- U
- V
- W
- X
- Y
- Z

- Rue du Galtz
- Rue Gambetta
- Place de la Gare
- Rue de la Gare
- Rue du Gaz
- Rue Geiler
- Place du Général-André-Hartemann
- Avenue du Général-de-Gaulle
- Rue du Général-Guy-Schlesser
- Boulevard du Général-Leclerc
- Rue de Genève
- Rue George-Sand
- Rue Georges-Bizet
- Avenue Georges-Clemenceau
- Rue Georges-Lasch
- Rue Georges-Risler
- Rue de Gérardmer
- Rue Giuseppe-Verdi
- Rue des Glaïeuls
- Rue Golbéry
- Grand-Rue
- Rue Grandidier
- Rue des Gravières
- Rue de la Grenouillère
- Rue de Griesbach
- Rue du Grillenbreit
- Grosser-Semm-Pfad
- Rue de Guebwiller
- Rue de Guémar
- Allée du Guirsberg
- Rue de Gunsbach
- Rue Gustave-Adolphe
- Rue Gustave-Burger
- Rue Gustave-Flaubert
- Rue Gustave-Umbdenstock
- Rue Gutenberg

## H
- Haut – A
- B
- C
- D
- E
- F
- G
- H
- I
- J
- K
- L
- M
- N
- O
- P
- Q
- R
- S
- T
- U
- V
- W
- X
- Y
- Z

- Rue du Hagueneck
- Hartenkopf-Weg
- Place Haslinger
- Rue de Hattstatt
- Rue du Haut-Ribeaupierre
- Rue du Haut-Kœnigsbourg
- Rue Henner
- Rue Henri-Lebert
- Rue Henri-Schaedelin
- Place Henri-Sellier
- Rue Henry-Wilhelm
- Rue du Herrenberg
- Allée de Herrlisheim
- Rue de Herrlisheim
- Rue de la Herse
- Impasse Hertenbrod
- Rue Hertrich
- Rue du Hêtre
- Rue des Hirondelles
- Hirzensteg
- Chemin du Hirzensteg
- Cour du Hirzensteg
- Impasse Hoffmeister
- Rue du Hohlandsbourg
- Rue du Hohnack
- Rue de Hollande
- Rue de Holtzwihr
- Rue Honoré-de-Balzac
- Rue de l'Hôpital
- Rue de la Houblonnière
- Rue de Houssen
- Rue Humbret
- Rue de Hunawihr
- Rue de Husseren
- Rue de Hyde

## I
- Haut – A
- B
- C
- D
- E
- F
- G
- H
- I
- J
- K
- L
- M
- N
- O
- P
- Q
- R
- S
- T
- U
- V
- W
- X
- Y
- Z

- Rue de l'Ill
- Rue d'Illhaeusern
- Route d'Ingersheim
- Ingersheimer-Weg
- Insel-Weg
- Rue des Iris
- Rue Isenmann

## J
- Haut – A
- B
- C
- D
- E
- F
- G
- H
- I
- J
- K
- L
- M
- N
- O
- P
- Q
- R
- S
- T
- U
- V
- W
- X
- Y
- Z

- Rue des Jacinthes
- Rue Jacquard
- Rue Jacques-Daguerre
- Rue Jacques-Preiss
- Rue Jacques-Thibaud
- Rue des Jardins
- Rue des Jardins-de-l'Oberharth
- Rue Jean-Baptiste-Fleurent
- Rue Jean-Baptiste-Weckerlin
- Avenue Jean-de-Lattre-de-Tassigny
- Place Jean-de-Lattre-de-Tassigny
- Rue Jean-Henri-Dunant
- Rue Jean-Jacques-Rousseau
- Rue Jean-Jaurès
- Rue Jean-Joseph-Liblin
- Rue Jean-Mermoz
- Rue Jean-Michel-Haussmann
- Rue Jean-Philippe-Rameau
- Place Jean-Sébastien-Bach
- Place Jeanne-d'Arc
- Rue Jérôme-Boner
- Avenue Joffre
- Rue John-Fitzgerald-Kennedy
- Rue des Jonquilles
- Avenue Joseph-Rey
- Rue Joseph-Wagner
- Rue Jules-Massenet
- Rue du Jura

## K
- Haut – A
- B
- C
- D
- E
- F
- G
- H
- I
- J
- K
- L
- M
- N
- O
- P
- Q
- R
- S
- T
- U
- V
- W
- X
- Y
- Z

- Rue du Kastelberg
- Rue de Katzenthal
- Rue de Kaysersberg
- Rue de Kientzheim
- Rue Kléber
- Kleiner-Fecht-Weg
- Kleiner-Semm-Pfad
- Kochloeffelplon-Weg
- Kraehenbrückle-Weg
- Krebs-Weg

## L
- Haut – A
- B
- C
- D
- E
- F
- G
- H
- I
- J
- K
- L
- M
- N
- O
- P
- Q
- R
- S
- T
- U
- V
- W
- X
- Y
- Z

- Rue des Laboureurs
- Place Lacarre
- Rue du Ladhof
- Rue de la Laine
- Rue Landeck
- Landwasser
- Rue du Landwasser
- Rue de la Lauch
- Lauch-Werb
- Rue du Lauenstein
- Rue de Lausanne
- Quai des Lavandières
- Rue des Lavandières
- Rue Lavoisier
- Rue de la Légion-Étrangère
- Leimengrub-Weg
- Rue Léon-Blum
- Rue Léon-Boellmann
- Avenue de la Liberté
- Rue du Linge
- Rue de Lisbonne
- Rue du Logelbach
- Rue de Londres
- Avenue de Lorraine
- Rue Louis-Atthalin
- Rue Louis-Blériot
- Rue Louis-Hector Berlioz
- Rue Louis-Joseph-Gay-Lussac
- Rue Louis-Xavier-Widerkehr
- Rue de Lucca
- Rue de Lucerne
- Rue Ludwig-van-Beethoven
- Rue de la Luss
- Sentier de la Luss
- Rue de Luxembourg
- Place du Lycée
- Rue du Lycée

## M
- Haut – A
- B
- C
- D
- E
- F
- G
- H
- I
- J
- K
- L
- M
- N
- O
- P
- Q
- R
- S
- T
- U
- V
- W
- X
- Y
- Z

- Rue de Madrid
- Rue du Magasin-à-Fourrage
- Rue Maimbourg
- Place de la Mairie
- Impasse de la Maison-Rouge
- Rue du Manège
- Rue Mangold
- Rue des Maquisards
- Rue des Maraîchers
- Rue de Marbach
- Rue des Marchands
- Place du Marché-aux-Fruits
- Rue Marco-Diener
- Rue des Marguerites
- Avenue de la Marne
- Rue du Marronnier
- Place des Martyrs-de-la-Résistance
- Rue Mathias-Grünewald
- Rue Maurice-Ravel
- Meisenhütten-Weg
- Rue Mercière
- Rue du Merle
- Rue des Mésanges
- Rue Messimy
- Rue des Métiers
- Impasse Michel-de-Montaigne
- Rue Michel-de-Montaigne
- Rue Michelet
- Mittelharth-Brunen-Weg
- Chemin de la Mittelharth
- Rue de la Mittelharth
- Rue de Mittelwihr
- Rue Mittlerweg
- Mittlerer-Noehlen-Pfad
- Mittlerer-Semm-Weg
- Rue Mogg
- Place de la Montagne-Verte
- Rue de la Montagne-Verte
- Rue de Montbéliard
- Rue de Morat
- Rue Morel
- Rue des Moulins
- Rue du Mouton
- Rue de Mulhouse
- Clos des Mûriers
- Rue du Muscat

## N
- Haut – A
- B
- C
- D
- E
- F
- G
- H
- I
- J
- K
- L
- M
- N
- O
- P
- Q
- R
- S
- T
- U
- V
- W
- X
- Y
- Z

- Chemin du Natala
- Rue Nefftzer
- Rue des Nénuphars
- Rue Nesslé
- Rue de Neuf-Brisach
- Rue de Neuchâtel
- Rue du Neuland
- Rue Nicolas-de-Corberon
- Chemin de la Niederau
- Impasse de la Niederau
- Sentier de la Niederau
- Rue de Niedermorschwihr
- Niklausbrunn-Weg
- Noehlen-Pfad
- Noehlen-Weg
- Nonnenholz-Weg
- Rue du Nord
- Rue du Noyer

## O
- Haut – A
- B
- C
- D
- E
- F
- G
- H
- I
- J
- K
- L
- M
- N
- O
- P
- Q
- R
- S
- T
- U
- V
- W
- X
- Y
- Z

- Rue de l'Oberharth
- Oberhoh-Weg
- Rue Oberlin
- Rue Oies
- Rue de l'Orangerie
- Rue d'Orbey
- Rue de l'Orme
- Rue d'Oslo
- Rue d'Ostheim
- Rue des Ourdisseurs
- Rue de l'Ours

## P
- Haut – A
- B
- C
- D
- E
- F
- G
- H
- I
- J
- K
- L
- M
- N
- O
- P
- Q
- R
- S
- T
- U
- V
- W
- X
- Y
- Z

- Rue de la Paix
- Rue des Papeteries
- Avenue de Paris
- Rue Pasteur
- Allée Paul-Cézanne
- Rue Paul-Verlaine
- Rue Paul-Jacques-Kalb
- Rue du Petit-Ballon
- Passage de la Petite-Venise
- Rue des Pétunias
- Rue du Peuplier
- Rue de Peyerimhoff
- Rue de Pfaffenheim
- Rue Pfeffel
- Rue du Pflixbourg
- Rue Pierre-Meister
- Rue du Pigeon
- Rue du Pin
- Rue du Pinot
- Rue du Platane
- Rue des Poilus
- Quai de la Poissonnerie
- Rue de la Poissonnerie
- Rue du Pommier
- Rue du Pont-Rouge
- Rue de la Porte-Neuve
- Rue des Potiers
- Rue de la Poudrière
- Rue de Prague
- Rue des Prêtres
- Chemin des Primeurs
- Rue des Primevères
- Clos des Prunelliers
- Rue du Prunier

## R
- Haut – A
- B
- C
- D
- E
- F
- G
- H
- I
- J
- K
- L
- M
- N
- O
- P
- Q
- R
- S
- T
- U
- V
- W
- X
- Y
- Z

- Rue du Rainkopf
- Rue du Raisin
- Place Rapp
- Rue Rapp
- Avenue Raymond-Poincaré
- Rue du Reichenberg
- Rue de Reims
- Rue de Reiset
- Rue du Rempart
- Rue René-de-Chateaubriand
- Avenue de la République
- Rue Reubell
- Rue du Rhin
- Rue de Ribeauvillé
- Rue de Riedwihr
- Rue du Riesling
- Rue de Riquewihr
- Ritter Gaesslein
- Rue Robert-Schuman
- Rue Rodolphe-Kaeppelin
- Rue Roesselmann
- Avenue de Rome
- Rue des Roses
- Rue du Rothenbach
- Rue Rothmuller
- Route de Rouffach
- Rue Rudenwadel
- Rue de Rueil
- Rue Ruest

## S
- Haut – A
- B
- C
- D
- E
- F
- G
- H
- I
- J
- K
- L
- M
- N
- O
- P
- Q
- R
- S
- T
- U
- V
- W
- X
- Y
- Z

- Rue Saint-Éloi
- Rue de Saint-Gilles
- Rue Saint-Guidon
- Rue Saint-Jean
- Place Saint-Joseph
- Rue Saint-Joseph
- Rue Saint-Josse
- Rue Saint-Léon
- Rue Saint-Martin
- Rue Saint-Nicolas
- Boulevard Saint-Pierre
- Allée Saint-Ulrich
- Cours Sainte-Anne
- Place Sainte-Catherine
- Rue Sainte-Catherine
- Chemin de Sainte-Croix
- Rue du Savon
- Rue du Schauenberg
- Scherersbrunn-Weg
- Place Scheurer-Kestner
- Rue Schickelé
- Rue du Schlossberg
- Rue de la Schlucht
- Schneckenacker-Weg
- Chemin du Schoenenwerd
- Rue Schoepflin
- Rue de Schongau
- Rue Schongauer
- Rue Schwendi
- Rue Sébastien-Brant
- Route de Sélestat
- Rue de la Semm
- Place du Sergent-Chef-Kouider-Guerroudj-et-de-tous-les-Harkis
- Rue Serpentine
- Rue des Serruriers
- Rue de Sigolsheim
- Chemin de la Silberrunz
- Quai de la Sinn
- Rue de Sint-Niklaas
- Place des Six-Montagnes-Noires
- Rue de la Soie
- Rue de la Solidarité
- Rue de Soultz
- Rue des Soultzbach-les-Bains
- Chemin de la Speck
- Specklesmatt-Weg
- Rue Stanislas
- Rue du Stauffen
- Steinernkreuz-Weg
- Rue de Stockholm
- Rue Stockmeyer
- Rue Stoeber
- Route de Strasbourg
- Straubach
- Rue du Sylvaner

## T
- Haut – A
- B
- C
- D
- E
- F
- G
- H
- I
- J
- K
- L
- M
- N
- O
- P
- Q
- R
- S
- T
- U
- V
- W
- X
- Y
- Z

- Rue des Taillandiers
- Rue du Tanet
- Petite rue des Tanneurs
- Rue des Tanneurs
- Rue Tauler
- Rue des Têtes
- Rue de Thann
- Sentier du Thannaeckerle
- Rue de Theinheim
- Theinheimer Hag
- Theinheimer Weid
- Rue Thomas
- Rue Thomas-Murner
- Chemin de la Thur
- Rue de la Thur
- Rue du Tiefenbach
- Rue des Tilleuls
- Rue Timken
- Rue du Tir
- Rue des Tirailleurs
- Rue des Tisserands
- Rue du Tokay
- Rue des Tonneliers
- Passage de la Tour-Verte
- Rue des Tourneurs
- Rue du Traminer
- Rue du Trèfle
- Rue de la Treille
- Rue du Triangle
- Rue des Tripiers
- Rue des Trois-Châteaux
- Cours des Trois-Cultures
- Rue des Trois-Épis
- Rue de la Truite
- Rue de Turckheim
- Rue Turenne

## U
- Haut – A
- B
- C
- D
- E
- F
- G
- H
- I
- J
- K
- L
- M
- N
- O
- P
- Q
- R
- S
- T
- U
- V
- W
- X
- Y
- Z

- Ueberzwerch Lusspfad
- Unter-Theinheimer-Weg
- Unterer-Dreifinger-Weg
- Unterer-Nonnenholz-Weg
- Unterer-Traenk-Weg
- Place des Unterlinden
- Rue des Unterlinden

## V
- Haut – A
- B
- C
- D
- E
- F
- G
- H
- I
- J
- K
- L
- M
- N
- O
- P
- Q
- R
- S
- T
- U
- V
- W
- X
- Y
- Z

- Rue du Val-Saint-Grégoire
- Rue de Varsovie
- Rue Vauban
- Rue de Verdun
- Rue des Vergers
- Rue Vernier
- Rue Victor-Huen
- Rue Victor-Hugo
- Rue Victor-Schoelcher
- Rue de Vienne
- Rue du Vieux-Muhlbach
- Rue des Vignerons
- Rue des Vignes
- Rue de la Vinaigrerie
- Cité Vincent-de-Paul
- Rue Voltaire
- Vorderer-Semm-Weg
- Place des Vosges
- Rue des Vosges
- Rue Voulminot

## W
- Haut – A
- B
- C
- D
- E
- F
- G
- H
- I
- J
- K
- L
- M
- N
- O
- P
- Q
- R
- S
- T
- U
- V
- W
- X
- Y
- Z

- Rue du Wahlenbourg
- Rue de Walbach
- Cours Waldner-Stephan
- Rue de Wasserbourg
- Rue du Weckmund
- Weibelambach
- Rue du Weibelambach
- Rue Weinemer
- Rue de Wettolsheim
- Wettolsheimer-Gras-Weg
- Rue Wickram
- Rue de Wihr-au-Val
- Rue Wilson
- Rue Wimpfeling
- Rue du Wineck
- Route de Wintzenheim
- Rue Woelfelin
- Rue Wolfgang-Amadeus-Mozart
- Wolfloch-Weg

## Z
- Haut – A
- B
- C
- D
- E
- F
- G
- H
- I
- J
- K
- L
- M
- N
- O
- P
- Q
- R
- S
- T
- U
- V
- W
- X
- Y
- Z

- Rue de Zellenberg
- Rue de Zimmerbach
- Rue de Zurich